# José Carlos da Costa Araújo
José Carlos da Costa Araújo, ismertebb nevén: Zé Carlos (Rio de Janeiro, 1962. február 7. – Rio de Janeiro, 2009. július 24.) brazil válogatott labdarúgókapus. 

## Pályafutása

### A válogatottban
1988 és 1990 között 3 alkalommal szerepelt a brazil válogatottban. Részt vett az 1987-es Copa Américan, az 1988. évi nyári olimpiai játékokon, illetve az 1990-es világbajnokságon. Tagja volt az 1989-es Copa Américan győztes válogatott keretének is.

## Sikerei, díjai
Flamengo
- Brazil bajnok (1): 1990
- Carioca bajnok (3): 1986, 1991, 1996
- Brazil kupa (1): 1990

Brazília
- Olimpiai ezüstérmes (1): 1988
- Copa América (1): 1989

Egyéni
- A Copa Libertadores gólkirálya (1): 1984 (8 gól)